# La Guerre des amoureuses
 (janvier 2015).
Si vous disposez d'ouvrages ou d'articles de référence ou si vous connaissez des sites web de qualité traitant du thème abordé ici, merci de compléter l'article en donnant les références utiles à sa vérifiabilité et en les liant à la section « Notes et références ».
La Guerre des amoureuses est un roman historique Jean d'Aillon paru en 2009. Il s'agit du second tome du premier volume (La Guerre des trois Henri) de la série Olivier Hauteville.

## Résumé
Olivier Hauteville et Poulain accompagnent Catherine de Médicis à Chenonceaux. Médicis y rencontre Navarre. Apprenant que Mme de Montpensier veut enlever Cassandre, Olivier et Poulain vont à Montauban, mais arrivent trop tard. Ils trouvent Mornay et continuent avec lui. Ils libèrent Cassandre. Isabeau Sardini dit que c'est sa fille avec Condé. Navarre refuse de se convertir et chacun repart. La Ligue s'empare de Paris. Olivier entre dans l'armée de Navarre et participe largement à l'écrasement de l'armée catholique à Coutras. Il achète un fief en Navarre.